# Стерилизация (микробиология)

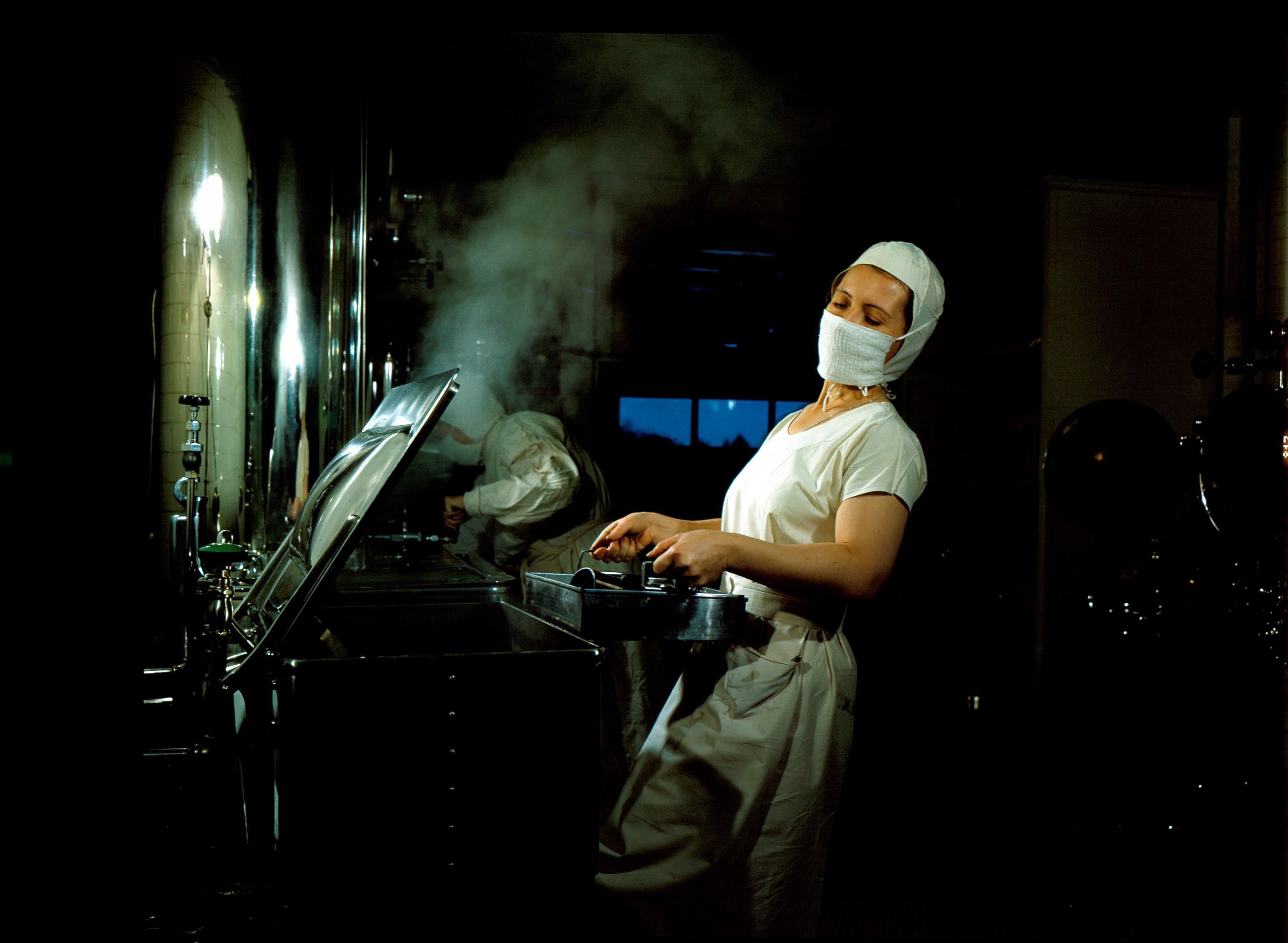
Стерилизация методом кипячения

Стерилиза́ция (иногда деконтамина́ция) — полное уничтожение микроорганизмов (включая бактерии, грибы и вирусы) и их спор на различных изделиях, поверхностях и препаратах. Осуществляется термическим, химическим, радиационным, фильтрационным методами.

## Применение

### Пищевые продукты
С давних времен частичная стерилизация пищи обеспечивалась за счет тщательной тепловой обработки во время приготовления. Нагревание пищи и воды позволяло снизить число случаев инфекционных заболеваний, увеличивая продолжительность жизни и трудоспособного возраста. Консервирование продуктов в герметичной упаковке стало логическим продолжением этого подхода к сохранению пищи.

### Медицина
В медицине под стерилизацией понимается микробная деконтаминация неживых объектов.
Принцип асептики предполагает исключение контакта пациента с поверхностями контаминированными условно-патогенной или даже патогенной микробиотой. С этой целью стерилизовались скальпели, иглы и другой хирургический инструмент. Также стерилизация играет важную роль в производстве парентеральных препаратов.
Нагревание медицинских инструментов было известно ещё в Древнем Риме, но было забыто в Средние века, что привело к резкому росту числа осложнений и летальности после хирургических операций.

## Методы стерилизации
- Термическая: паровая и воздушная (сухожаровая)
- Химическая: газовая или химическими растворами (стерилянтами)
- Плазменная (плазмой перекиси водорода)
- Радиационная стерилизация — применяется в промышленном варианте
- Метод мембранных фильтров — применяется для получения небольшого количества стерильных растворов, качество которых может резко ухудшиться при действии других методов стерилизации (бактериофаг, селективные питательные среды, антибиотики)[1]

### Термические методы стерилизации
Преимущества термических методов стерилизации:
- Надёжность
- Отсутствие необходимости удаления стерилянтов с предметов медицинского назначения
- Удобство работы персонала
- Стерилизация проводится в упаковках, что позволяет сохранить стерильность некоторый период времени.

#### Паровая стерилизация
Осуществляется подачей насыщенного водяного пара под давлением в паровых стерилизаторах (автоклавах).
Паровая стерилизация под давлением считается наиболее эффективным методом, так как чем выше давление, тем выше температура пара, стерилизующего материал; бактерицидные свойства пара выше, чем воздуха, поэтому для стерилизации применяют пересыщенный пар.
Паровой стерилизации подвергают изделия из текстиля (бельё, вату, бинты, шовный материал), из резины, стекла, некоторых полимерных материалов, питательные среды, лекарственные препараты.
| Температура | Давление   | Время   | Описание                                                                                            |
| ----------- | ---------- | ------- | --------------------------------------------------------------------------------------------------- |
| 132 °C      | 2,8657 атм | 3,5 мин | Основной режим. Стерилизуют все изделия (стекло, металл, текстиль, кроме резиновых)                 |
| 132 °C      | 2,8657 атм | 20 мин  | режим «прионовой стерилизации»                                                                      |
| 120 °C      | 1,9848 атм | 45 мин  | щадящий режим (стекло, металл, резиновые изделия, полимерные изделия — согласно паспорту; текстиль) |

При паровой стерилизации используют следующие упаковочные материалы:
- Стерилизационная коробка (бикс) простая. Срок хранения 3 суток после стерилизации.
- Стерилизационная коробка (бикс) с фильтром. Срок хранения 20 суток после стерилизации.
- Крафт-пакеты со скрепками. Срок хранения — трое суток после стерилизации.
- Крафт-пакеты заклеивающиеся. Срок хранения — 50 суток после стерилизации.
- Ткань (бязь, кроме марли). Срок хранения — трое суток после стерилизации.
- Комбинированные упаковки (прозрачная синтетическая плёнка + бумага). Срок хранения от 180 суток до 720 суток.

#### Тиндализация
Неоднократное нагревание до температуры 70−100 °С с промежутками в 24 ч; применяют для стерилизации растворов, неустойчивых к действию высокой температуры.

### Химические методы стерилизации
Используются при обработке приборов, аппаратов, сложных оптических систем, крупногабаритных изделий или изделий из титана, полимерных смол, резин.
Для газовой (холодной) стерилизации используют окись этилена или герметичные контейнеры с парами окиси этилена, формальдегида или специализированными многокомпонентными системами.
Для химической стерилизации растворами применяются основных четыре группы веществ:
- Кислота+окислитель (например, «Первомур»)
- Альдегид (например формалин)
- Детергент (например хлоргексидина биглюконат)
- Галоид (например Повидон-йод)

Концентрации и время стерилизации зависит от используемого антисептика или дезинфектанта.

### Стерилизация ионизирующим излучением
- радиационный метод или лучевую стерилизацию γ-лучами применяют в специальных установках при промышленной стерилизации однократного применения — полимерных шприцев, систем переливания крови, чашек Петри, пипеток и других хрупких и термолабильных изделий.
- Ряд лет в фармтехнологии для стерилизации используется ультрафиолетовое (УФ) излучение (длина волны 253,7 нм). Источники УФ-излучения — ртутные кварцевые лампы. Их мощное бактериостатическое действие основано на совпадении спектра испускания лампы и спектра поглощения ДНК микроорганизмов, что может являться причиной их гибели при длительной обработке излучением кварцевых ламп. При недостаточно мощном действии УФ в прокариотической клетке активизируются процессы световой и темновой репарации и клетка может восстановиться. Метод применяется для стерилизации воздуха приточно-вытяжной вентиляции, оборудования в боксах, также для стерилизации дистиллированной воды.[2]